# Pallay Anna
Pallay Anna, született Politzer Anna (Szeged, 1890. május 24. – Budapest, 1970. április 4.) táncosnő, balettművész, pedagógus. Nádor Jenő újságíró felesége

## Pályafutása
Politzer Ábrahám és Klein Eszter gyermekeként született. 1902 és 1905 között Guerra Miklósnál (Nicola Guerra) tanult. 1903-tól magántáncosnőként dolgozott, de ekkor még csupán kisebb szólókat adott előtt, első fontosabb szerepét 1907-ben kapta Guerra Magyar táncegyveleg című koreográfiájában, melyet Liszt Ferenc műveire készített.
Első fellépése 1907. december 16-án volt a Magyar Királyi Operaházban, ezután szerződést is kötött az intézménnyel. 1911 januárjában Berlinben vendégszerepelt. 1918 szeptemberében nyitotta meg táncakadémiájában Budapesten. 1919 őszéig volt az Operaház tagja, majd az 1920-ig évek közepéig bejárta Európát és Amerikát, ahol nagy sikert aratott. Saját maga készítette előadásainak koreográfiáját, amit rendszerint önállóan adott elő, vagy pedig egy kisebb csoport élén. 1926-ban tért vissza Magyarországra és folytatta a táncoktatást, egyúttal a színpadtól is visszavonult. 1930 és 1939 között a Zeneakadémián színpadi mozgást, ritmikát és plasztikát tanított. A második világháború alatt fellépett és rendezett is az OMIKE Művészakció keretében. Kiváló technikájú, muzikális és sokoldalú táncosnőként ismerték.
1914–1925 között házastársa volt Kurucz János számvevőségi főtiszt, Kurzmann Sámuel és Finkelstein Róza fia. 1925-ben elváltak. 1926-ban Bécsben házasságot kötött Régner Károly Ferenc hírlapíróval. Elváltak. 1931-ben ismét férjhez ment. Harmadik férje Nádor Jenő újságíró volt, akitől 1946-ban elvált.

## Fontosabb szerepei
- A babatündér (Hassreiter);
- A fából faragott királyfi (Zöbisch O.).
- A törpe gránátos (Guerra);
- Coppélia (Guerra M.);
- Magyar táncegyveleg (Guerra M.);
- Mesevilág (Guerra M.);
- Prométheusz (Guerra M.);
- Sylvia (Guerra M.);
- Téli álom (Guerra M.);